# Молдовеняска
Молдовеня́ска (рум. moldovenească; букв. — «молдавская») — один из наиболее популярных молдавских народных танцев, а также музыка к этому танцу.
Музыкальный размер 2/4 со счётом на 2. Темп быстрый. В композиционной структуре преобладает форма рондо (запев — припев). Все танцовщики становятся в круг, после нескольких кругов разбегаются по парам и начинают зажигательный танец, снова становясь в круг после определенного набора фигур. Круг, которым обычно начинают молдовеняску, образуется каждый раз с новой фигуры.
Молдовеняска распространена как в художественной самодеятельности, так и на профессиональной балетной сцене. Наиболее известный коллектив, исполняющий молдовеняску, — молдавский государственный национальный академический ансамбль народного танца «Жок».
В Болгарии существует вариант этого танца под названием «мулдуванска».